# What’s New Pussycat?
What’s New Pussycat? ist ein Lied, das im Jahr 1965 von Burt Bacharach und Hal David für den gleichnamigen Film geschrieben wurde. Das Lied wurde in der Version von Tom Jones für einen Oscar in der Kategorie Bester Song nominiert. In den Vereinigten Staaten erreichte das Lied Platz drei der Charts, in Großbritannien Platz elf.
Das Lied wurde vielfach gecovert, unter anderem von Bobby Darin, Tony Bennett, Anita Kerr, The Four Seasons und Quincy Jones.